# Alice de Korikos
Alice de Korikos (morte en 1329) est reine d'Arménie par son mariage avec Léon V d'Arménie. Elle est la fille unique d'Oshin de Korikos et de sa première épouse Marguerite d'Ibelin.
À la mort du roi Oshin d'Arménie, le père d'Alice devient régent de son neveu le roi Léon V d'Arménie. Pour renforcer son pouvoir, il épouse Jeanne de Tarente, veuve du roi Oshin, et il force Alice à épouser vers le 31 décembre 1320 le jeune roi, dans l'espoir que sa descendance monte sur le trône. La dispense papale date du 10 août 1321. Alice donne naissance à un fils appelé Héthoum, mort vers 1331.
D'autres mesures sont prises pour confirmer la position d'Oshin. Entre 1320 et 1323, la tante du roi, Isabelle d'Arménie, princesse de Tyr, et son fils Henri, sont ainsi emprisonnés et assassinés. Oshin veut en effet réduire le nombre de prétendants au trône.
Le traitement que Léon inflige à son régent après avoir atteint sa majorité en 1329 est violent. Oshin et son frère Constantin, connétable d'Arménie, sont assassinés. Il envoie la tête d'Oshin à l'Ilkhan et celle de Constantin à Al-Nasr Muhammad. Léon fait même assassiner Alice pour mettre fin à tous les plans d'Oshin. Après sa mort, Léon se remarie avec une princesse occidentale, Constance de Sicile, mais ils n'ont pas d'enfants.